# Jules Verne (comédie musicale)
Pour les articles homonymes, voir Jules Verne (homonymie).
Jules Verne - La Comédie Musicale est une comédie musicale française de Nicolas Nebot et Dominique Mattei qui a lieu au Théâtre Mogador du 17 octobre 2015 au 6 mars 2016,, puis au Théâtre Edouard VII pendant 2 ans consécutifs, du 20 octobre 2018 au 8 mars 2020. Les représentations de la dernière saison ont été interrompues à la suite de la crise sanitaire de 2020.
Le spectacle s'inspire des romans et des personnages de Jules Verne,

## Synopsis
À l'âge de 13 ans, Jules Verne est à la veille de quitter sa famille pour partir au pensionnat. Le Capitaine Nemo enlève Jules afin que celui-ci continue à écrire son histoire. Les frères et sœurs de Jules, Paul et Anna partent à sa recherche.

## Fiche technique

### Ancienne Version
- Livret : Nicolas Nebot
- Musique : Dominique Mattei
- Producteur : Philippe Journo
- Producteur exécutif : Dinh Thien Ngo
- Mise en scène : Rabah Aliouane
- Chorégraphie : Marc Forno
- Costumes : Sami Bedioui
- Scénographe : Laura Léonard
- Marionnettes : Einat Landais
- Lumière : Stéphane Fritsch
- Création des médias vidéo : All Access Design ( Jean-Baptiste Dimarco & Vincent Pouydesseau )
- Date de première représentation : 17 octobre 2015 au Théâtre Mogador

### Version Actuelle[4]
- Livret : Nicolas Nebot
- Musique : Dominique Mattei
- Producteur : Philippe Journo
- Producteur exécutif : Pascal Legros et Jean-Yves Robin
- Mise en scène : Nicolas Nebot
- Chorégraphie : Patricia Delon
- Costumes : Marie Credou
- Scénographe : Nicolas Sire
- Marionnettes : Medhi Garrigues
- Lumière : Erwan Champigné
- Création des médias vidéo : Very Content
- Date de première représentation : 20 octobre 2018 au Théâtre Edouard VII

## Distribution

### Version 2015
- Joseph-Emmanuel : Jules Verne
- Quentin Thébault : Paul Verne
- Alyzée Lalande : Anna Verne
- David Eguren : Capitaine Nemo
- Julien Loko : Michel Ardan
- Dan Menasche : Phileas Fogg
- Michel Lerousseau : Michel Strogoff
- Solen Shawen : Dina le Dino Femelle
- MTatiana : Blanche Neige
- Manon Taris : Cendrillon
- Marina Pangos : La Belle au Bois dormant
- Lucile Bourdon, Noémie François, Andros, Sébastien Valter : Ensemble

### Version 2018
- Emmanuel Suarez : Jules Verne
- Léo-Paul Salmain : Paul Verne
- Cécilia Cara : Anna Verne
- Michel Lerousseau : Capitaine Nemo
- Adrien Pelon : Michel Ardan
- Thierry Gondet : Phileas Fogg
- Dan Menasche : Michel Strogoff
- Solen Shawen : Dina
- Kania Allard : Blanche Neige
- Manon Taris : Cendrillon
- Charlotte Bizjak : La Belle au Bois Dormant

### Version 2019
- Grégoire Dutailly ou Sacha Kaminsky : Jules Verne
- William Salbot ou Adam Seddouki : Paul Verne
- Manon Le Bail ou Ella Kinas : Anna Verne
- David Eguren : Capitaine Nemo
- Adrien Pelon : Michel Ardan
- Thierry Gondet : Phileas Fogg
- Léo-Paul Salmain : Michel Strogoff
- Solen Shawen : Dina
- Gaëlle Gauthier : Blanche Neige
- Sabine Perraud : Cendrillon
- Charlotte Bizjak : La Belle au Bois Dormant

## Liste des titres du spectacle
| No  | Titre                                 | Interprète(s)                                       | Durée |
| --- | ------------------------------------- | --------------------------------------------------- | ----- |
| 1.  | Prologue                              | Jules                                               |       |
| 2.  | Avant l'heure                         | Jules, Paul, Anna                                   |       |
| 3.  | 20 000 lieues sous les mers           | Jules, Paul, Anna                                   |       |
| 4.  | Le message                            | Michel Strogoff                                     |       |
| 5.  | Le tour du monde en 80 jours          | Phileas Fogg                                        |       |
| 6.  | J'suis Verte                          | Dina                                                |       |
| 7.  | Un grand                              | Jules                                               |       |
| 8.  | Il était une fois                     | Capitaine Nemo, Ensemble                            |       |
| 9.  | Vortex                                | Michel Strogoff, Jules                              |       |
| 10. | Comme des Princesses                  | Blanche Neige, Cendrillon, La Belle au Bois dormant |       |
| 11. | Ailleurs                              |                                                     |       |
| 12. | 20 000 lieues sous les mers (reprise) | Capitaine Nemo                                      |       |
| 13. | Créature(s)                           | Capitaine Nemo, Jules, Ensemble                     |       |
| 14. | Du cœur à l'ouvrage                   | Blanche Neige, Cendrillon, La Belle au Bois dormant |       |
| 15. | Une Berceuse                          | Anna                                                |       |
| 16. | Fais des Histoires                    | Ensemble                                            |       |
| 17. | Tant qu'il y a des étoiles (Outtake)  | Ensemble                                            |       |

## Nominations et récompenses
- Trophée de la meilleure Comédie Musicale Jeune Public aux TrophéesCM 2019 (Lauréat)
- Nommé aux Molières 2019 dans la catégorie "Jeune Public" [6]
- Nommé aux Trophées de la Comédie Musicale 2019 dans les catégories "Scénographie"; et "Trophée du Public"